# 루커스 하스
루커스 하스(Lukas Haas, 1976년 4월 16일 ~ )는 미국의 배우이다.

## 출연 작품
- 위트니스 - 사무엘 랩 역
- 사위 합동 작전
- 태양의 전사들
- 퍼스트 맨 - 마이크 콜린스 역
- FBI 데스트랩 - 피터 역
- 캐시 아웃 - 숀 고다드 역